# Pseudomastax magna
Pseudomastax magna är en insektsart som först beskrevs av Giglio-tos 1898.  Pseudomastax magna ingår i släktet Pseudomastax och familjen Eumastacidae. Inga underarter finns listade i Catalogue of Life.